# Рашуча
Рашуча — деревня в Старорусском районе Новгородской области в составе Наговского сельского поселения.

## География
Находится в южной части Новгородской области на расстоянии приблизительно 10 км на северо-запад по прямой от железнодорожного вокзала города Старая Русса.

## История
В 1908 году здесь (деревня в Старорусском уезде Новгородской губернии) было учтено 30 дворов.

## Население
Численность населения: 233 человека (1908 год), 7 (русские 100 %) в 2002 году, 10 в 2010.